# ماریو لاوریستین
ماریو لاوریستین (استونیایی: Marju Lauristin؛ زادهٔ ۷ آوریل ۱۹۴۰) سیاست‌مدار سابق اهل استونی است.
وی از سال ۱۹۹۲ تا ۱۹۹۴ وزیر امور اجتماعی استونی، از سال ۱۹۹۲ تا ۲۰۱۴ عضو مجلس استونی و از سال ۲۰۱۴ تا ۲۰۱۷ عضو پارلمان اروپا بوده است.